# Calypso (албум)
Calypso је трећи албум америчког певача Харија Белафонтеа, објављен 1956. То је био први грамофонски албум у историји који је продан у преко милион примерака. Неколико појединачних плоча, укључујући " Chattanooga Choo Choo " Глена Милера, " Бели Божић " Бинга Крозбија и " Шеснаест тона " Ернија Форда прешло је милион примерака раније. Албум је четврти на Билбордовој листи „Топ 100 Албума“ јер је провео 31 недељу на првом месту, 58 недеља у првих десет и 99 недеља на америчким топ листама. Allmusic је албуму доделио 5 звездица од 5 и назвао га „записом од непроцењивог утицаја“. 
Иако је наслов сугерисао музику калипсо, Белафонте је инспирацију пронашао у карипској мелодији, укључујући традиционалну јамајчанску песму Day-O, која је била најпознатија песма са албума, као и у целој Белафонтеовој каријери.
Албум је објављен на ЦД-у 1992. године.

## Списак песама
1. "Day-O" – 3:02
2. "I Do Adore Her"  – 2:48
3. "Jamaica Farewell" – 3:02
4. "Will His Love Be Like His Rum?" – 2:33
5. "Dolly Dawn" – 3:13
6. "Star-O" – 2:02
7. "The Jack-Ass Song" – 2:52
8. "Hosanna" – 2:34
9. "Come Back Liza" – 3:03
10. "Brown Skin Girl" – 2:43
11. "Man Smart (Woman Smarter)" – 3:31

## Особље
- Хари Белафонте - вокал
- Милард Томас - гитара (1, 4, 6, 7)
- Франц Касеус - гитара
- Тони Скот и његов оркестар (2, 3, 5, 8, 9, 10, 11)
- Хор Нормана Лубофа (8, 9, 10)